# Sándor Képíró
Sándor Képíró, född 18 februari 1914 i Sarkad, Österrike-Ungern, död 3 september 2011 i Budapest, Ungern, var under andra världskriget kapten inom det ungerska gendarmeriet. Han har vid tre tillfällen åtalats för krigsförbrytelser i samband med massakern i Novi Sad år 1942. Képíró befanns vid rättegångar 1944 och 1946 skyldig och dömdes till fängelse. Han greps den 14 september 2009. År 2011, vid 97 års ålder, ställdes han ånyo inför rätta. I juli 2011 frikände domstolen Képíró.